# 阿塞罗棘胎鳚
阿塞羅棘胎鳚（學名：Acanthemblemaria aceroi），為輻鰭魚綱鳚形目煙管鳚科棘胎鳚屬的一種，分布於中西大西洋哥倫比亞至委內瑞拉海域，深度0至10公尺，本魚體延長、短鈍頭，眼睛上方有1對觸鬚，具鼻觸鬚，頭部和身體上部呈綠褐色，虹膜鮮紅色，內側有一圈白色環，頭部呈黑色，吻部和口部呈白色，整個頭部、頸背、棘狀背鰭前半部和背鰭下背部頂部有密集的藍色小點，眼睛下方和口部有一條短的白色條紋，白色條紋後端的身體後面有一塊白色斑點，雄魚的頭部和身體前半部分呈黑色，下身的白色斑點可能是細的垂直條紋，背鰭硬棘21-23枚、背鰭軟條12-14枚、臀鰭硬棘2枚、臀鰭軟條21-25枚，體長可達4.1公分，棲息在珊瑚礁區的洞穴中，生活習性不明。